# Kloster Itararé
Kloster Itarare (lat. Abbatia B.M.V. de Fatima; port. Mosteiro Nossa Senhora de Fátima) ist eine Zisterzienserinnen-Abtei in Itararé, Brasilien, Diözese Itapeva.

## Geschichte und Gegenwart
Das Zisterzienserinnenkloster Itararé in der gleichnamigen Stadt im brasilianischen Bundesstaat São Paulo entstand 1951 als erste Tochtergründung der bayerischen Zisterzienserinnenabtei Oberschönenfeld zunächst in Ribeirão Vermelho do Sul, einem entlegenen Ort in den Subtropen. Wassermangel aufgrund der Lage im vollariden Klima bedingte im Jahr 1963 die Umsiedlung nach Itararé. Zwei Jahre später wurde das Kloster selbständiges Priorat. Bereits 1968 konnte es zur Abtei erhoben werden. Weitere Klöster in Brasilien folgten, welche später teilweise ebenfalls zur Abtei erhoben wurden. Priorin M. Stefania Köbele aus Oberschönenfeld wurde zur ersten Äbtissin geweiht. Nachdem die erste brasilianische Äbtissin Bernarda Russo Miranda aus Altersgründen emeritierte, war seit 2010 Priorin Maria Conceição Borges Administratorin der Abtei und wurde danach zur heutigen Äbtissin gewählt. Pater immediatus des Klosters ist der Abt von Itaporanga. Heute umfasst die Klosteranlage von Itararé zwei Kindergärten und eine Schule. Die Schwestern widmen sich außerdem der Landwirtschaft und der Imkerei.